# (2666) Gramme
(2666) Gramme (1951 TA) – planetoida z pasa głównego asteroid okrążająca Słońce w ciągu 5,7 lat w średniej odległości 3,19 j.a. Odkryta 8 października 1951 roku.